# Cold Sunday

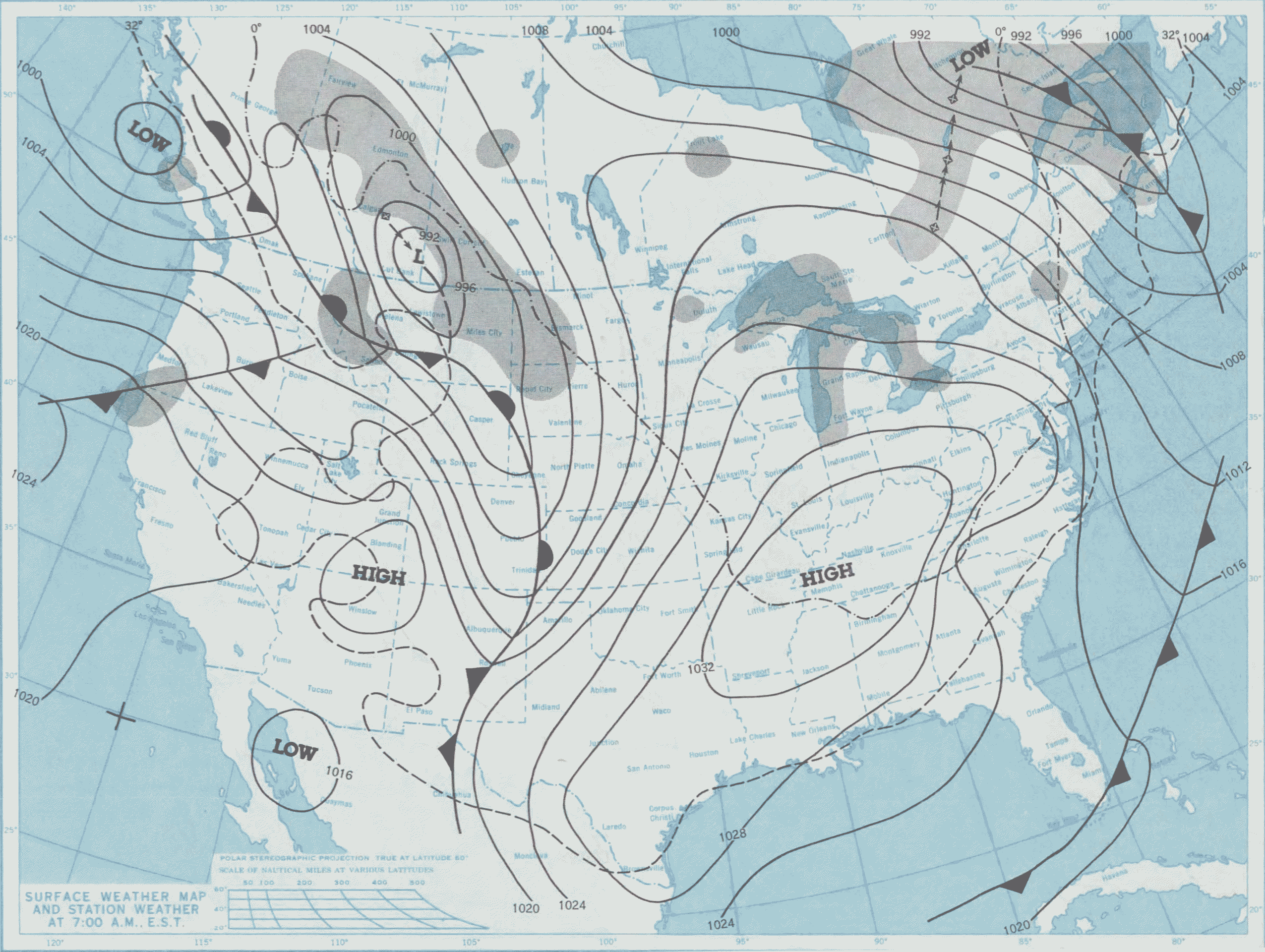

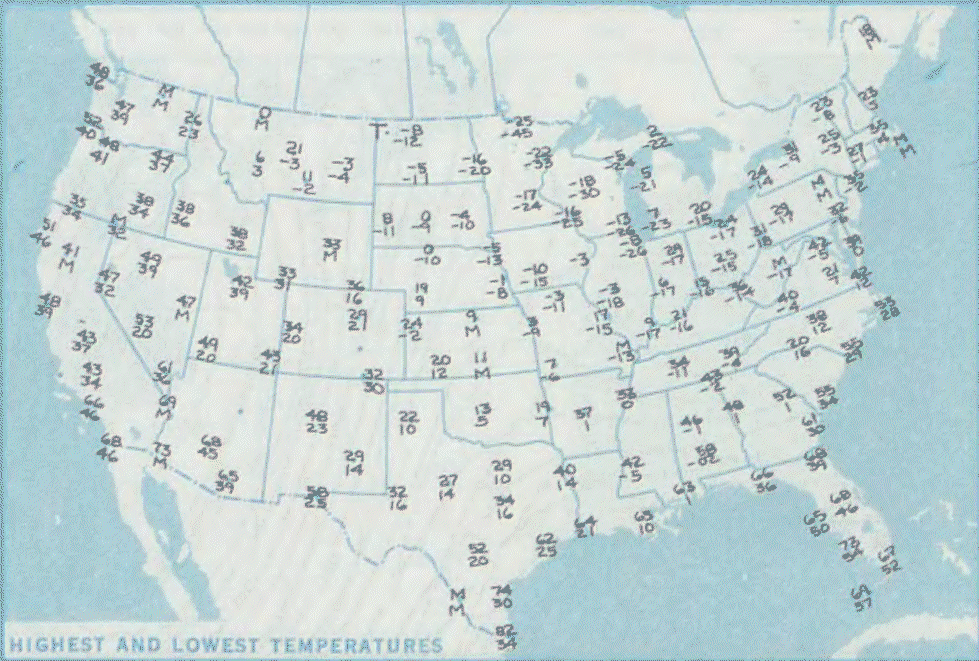

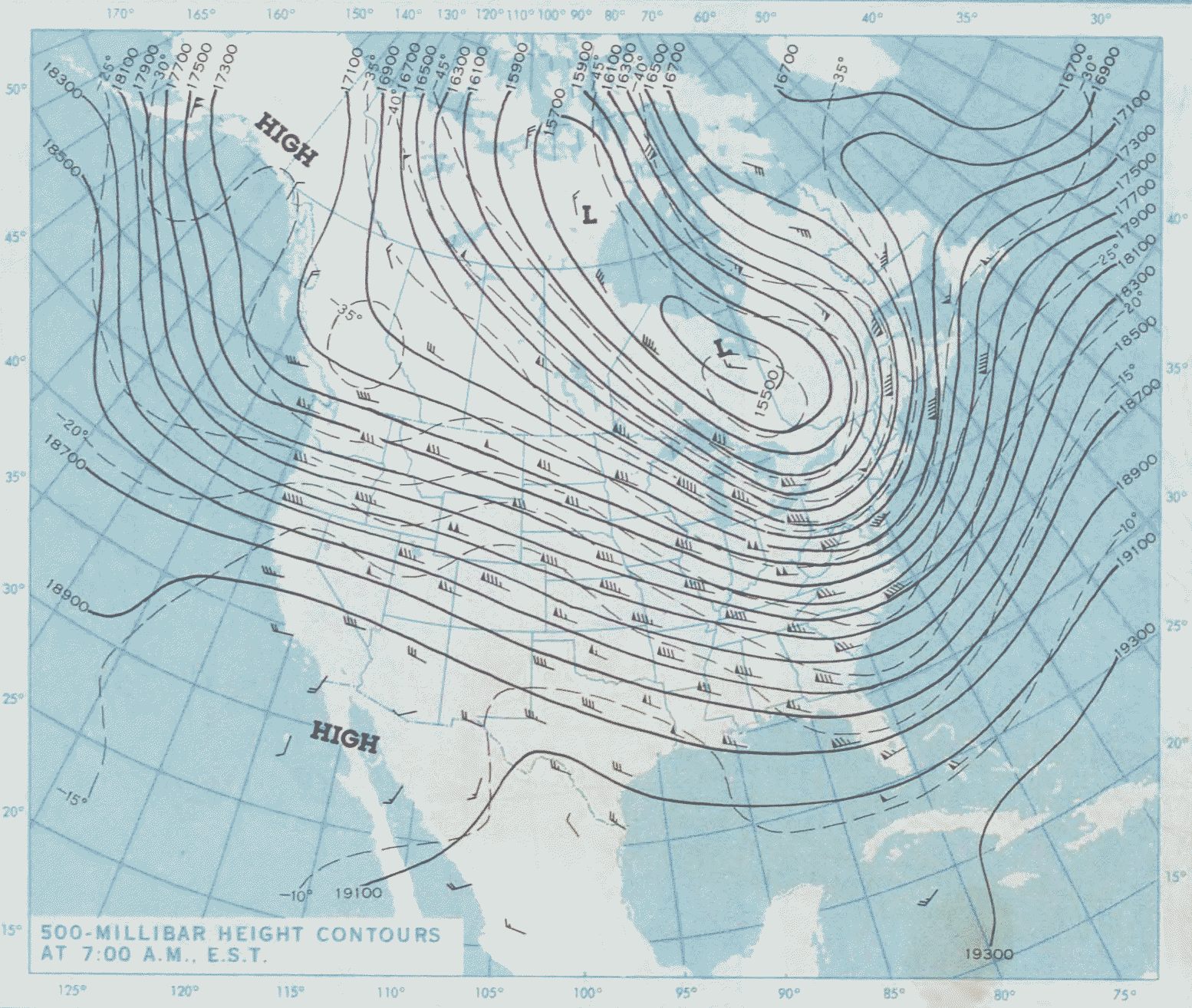

Cold Sunday var en väderlekshändelse som inträffade den 17 januari 1982, då kall luft svepte från Kanada och in i USA, där flera köldrekord noterades.

## Temperaturer
- International Falls, Minnesota: −45 °F (−43 °C)
- St. Cloud, Minnesota: −35 °F (−37 °C)
- Madison, Wisconsin: −31 °F (−35 °C)
- Green Bay, Wisconsin: −28 °F (−33 °C)
- Chicago, Illinois:  −27 °F (−33 °C)
- Milwaukee, Wisconsin: −26 °F (−32 °C)
- Moline, Illinois: −23 °F (−31 °C)
- Peoria, Illinois: −23 °F (−31 °C)
- Akron, Ohio: −22 °F (−30 °C)
- Pittsburgh, Pennsylvania: −18 °F (−28 °C)
- Cleveland, Ohio: −17 °F (−27 °C)
- Jackson, Mississippi: −5 °F (−21 °C)
- Washington, DC: −5 °F (−21 °C)
- Birmingham, Alabama: −2 °F (−19 °C)